# Etiella behrii
Etiella behrii là một loài bướm đêm thuộc họ Pyralidae. Nó được tìm thấy ở Hồng Kông, Indonesia, Malaysia và hầu hết Úc.
Sải cánh dài khoảng 10 mm.
The larvae are considered an agricultural pest on Arachis hypogaea, Chamaecytisus prolifer, Lupinus nanus, Medicago sativa, Pisum sativum và Glycine species species.